# Alofitai
Alofitai è un villaggio della Collettività d'oltremare francese di Wallis e Futuna, nel regno di Alo, l'unico dell'isola di Alofi, sulla costa nord-orientale, di fronte a Futuna. Secondo il censimento del 21 luglio 2008 il villaggio ha una popolazione di 1 solo abitante, anche se in passato l'isola era molto popolosa.

## Società

### Evoluzione demografica
Abitanti censiti